# اقتصاد الكاميرون
يعدّ اقتصاد الكاميرون من أكثر الاقتصادات ازدهارًا في أفريقيا على مدى ربع قرن بعد الاستقلال. أدى انخفاض أسعار بضائع صادراتها الرئيسية -البترول، والكاكاو، والقهوة والقطن- في منتصف ثمانينيات القرن الماضي، إضافةً للمبالغة في تقدير العملة وسوء الإدارة الاقتصادية، إلى ركود اقتصادي دام لعشر سنوات. وانخفضت حصة الفرد الحقيقية من الناتج المحلي الإجمالي إلى أكثر من 60% من عام 1986 وحتى عام 1994. واتّسع الحساب الجاري والعجز المالي، وازداد الدين الخارجي. لكن بسبب احتياطها النفطي والظروف الزراعية المناسبة التي تتميز بها، لا تزال الكاميرون تتمتع باقتصاد يعتبر من أفضل اقتصادات السلع الأساسية عطاءً في جنوب الصحراء الأفريقية.
احتلت الكاميرون المركز 123 في مؤشر الابتكار العالمي عام 2023،  وحافظت على المركز نفسه في مؤشر عام 2024.

## الزراعة
يعمل في الزراعة 70٪ من القوة العاملة، تشمل المنتجات الزراعية الرئيسية الموز ولحوم الماشية وحبوب الكاكاو والقلقاس والموز والذرة والخضروات الطازجة والفول السوداني والكسافا. محاصيل التصدير الأساسية في الكاميرون هي الكاكاو والقطن والبن والموز والمطاط وزيت النخيل.
أنتجت الكاميرون عام 2018:
- 5 ملايين طن من الكسافا (13 أكبر منتج في العالم) ؛
- 3.9 مليون طن من الموز (ثالث أكبر منتج في العالم) ؛
- 2.6 مليون طن من زيت النخيل (سابع أكبر منتج في العالم) ؛
- 2.3 مليون طن من الذرة ؛
- 1.9 مليون طن من القلقاس (ثالث أكبر منتج في العالم) ؛
- 1.4 مليون طن من الذرة الرفيعة ؛
- 1.2 مليون طن من الموز ؛
- 1.2 مليون طن من قصب السكر ؛
- 1 مليون طن من الطماطم (19 أكبر منتج في العالم) ؛
- 674 ألف طن من اليام (سابع أكبر منتج في العالم) ؛
- 594 ألف طن من الفول السوداني .
- 410 آلاف طن من البطاطا الحلوة .
- 402 ألف طن من الفاصوليا ؛
- 332 ألف طن من الأرز ؛
- 310 ألف طن من الأناناس .
- 307 ألف طن من الكاكاو (خامس أكبر منتج في العالم) ؛

بالإضافة إلى إنتاج أقل من المنتجات الزراعية الأخرى.

## الأعمال المالية والمصرفية
إن النظام المالي للكاميرون هو الأكبر بين المجموعة الاقتصادية لدول وسط أفريقيا. بغض النظر عن الاتجاه التقليدي الذي تتبعه البنوك في تفضيل التعامل مع الشركات الكبيرة والمستقرة، إلا أن هناك عوامل حاسمة توجد في أسعار الفائدة على القروض للشركات الصغيرة والمتوسطة إذ تُحدد بنسبة 15% وتخضع لضريبة مفرطة. بلغت في عام 2006، القروض المصرفية للشركات الصغيرة والمتوسطة 15% من إجمالي القروض غير المستوفاة.
أقل من 5% من إجمالي سكان الكاميرون لديهم القدرة في الوصول لحساب بنكي. بينما تزايدت أهمية قطاع التمويل الأصغر، إلا أن الإطار التنظيمي والإشرافي الضعيف لمؤسسات التمويل الأصغر (إم ف أي إس)، يقف في وجه تطويره. تمركزت وسيطرت البنوك الأجنبية على القطاع المصرفي في الكاميرون. إذ أن 6 من أصل أكبر 11 بنك أجنبي الملكية. وتمتلك أكبر ثلاثة بنوك أكثر من 50% من إجمالي أصول النظام المالي. في حين البنوك الأجنبية تظهر على العموم نسب جيدة في قدرتها على سداد التزاماتها قصيرة الأمد، إلا أن وضع البنوك المحلية الصغيرة أضعف بكثير. تُعتبر رسملتها أقل بكثير من بقية البنوك الموجودة في المجموعة الاقتصادية لدول وسط أفريقيا ونسب أرباحها قريبة من 2%، مقارنتًا مع 20% للبنوك الأجنبية في البلاد. هذا ما تفسره جزئيًا المستويات العالية للقروض المتعثرة، والتي بلغت 12% في عام 2007، ما أدى بدوره إلى تملك معظم البنوك مبالغ كبيرة من الاحتياطات الزائدة كنسبة مئوية من الودائع ومستويات كبيرة من السيولة غير المستخدمة.
في عام 2018، طلب صندوق النقد الدولي من الاقتصاد الكاميروني زيادة قاعدته الضريبية لتغطية الخسائر الناجمة عن عدم الاستقرار في المناطق الشمالية الغربية والجنوبية الغربية من البلاد، وخسائر عائدات النفط، والفشل في الوصول لمرافق الميناء، والانخفاض في إنتاج النفط من حقول النفط القديمة.

## توجه الاقتصاد الكلي
في عام 1977، أصبحت الكاميرون من ضمن الدول المنتجة للنفط. بدعوى رغبتها في إنشاء احتياطي للأوقات الصعبة، تدير السلطات عائدات النفط «بشكل خارج عن الموازنة العامة» في غموض تام (وتوضع الأموال في حسابات بنكية في باريس، وسويسرا ونيويورك). وبالتالي تُحول مليارات الدولارات لصالح شركات النفط ومسؤولي النظام الكاميروني. لا يزال تأثير فرنسا ومواطنيها البالغ عددهم 9000 مواطن في الكاميرون كبيرًا. لاحظت مجلة الشؤون الأفريقية في أوائل ثمانينيات القرن الماضي أنهم مازالوا «يسيطرون على جميع القطاعات الرئيسية للاقتصاد تقريبًا» كما كانوا يفعلون سابقًا قبل الاستقلال. يتحكم المواطنون الفرنسيون بنحو 55% من القطاع الحديث للاقتصاد الكاميروني إضافةً لسيطرتهم الكاملة على النظام المصرفي.
مع ذلك، تبدو الإشارات الأخيرة مشجعة. اعتبارًا من مارس عام 1998، أصبح برنامج صندوق النقد الدولي الخامس للكاميرون -وهو برنامج تكيّف هيكلي مدته ثلاثة سنوات اعتُمد في أغسطس عام 1997- على الطريق الصحيح. وأعادت الكاميرون جدولة ديونها في مجموعة نادي باريس وفقًا لشروطها المواتية. نما الناتج الإجمالي المحلي بنحو 5% سنويًا مع بداية عام 1995. وهناك تفاؤل حذر بخروج الكاميرون من فترة طويلة تميزت بالصعوبات والتحديات الاقتصادية.
دعا مُرفق التكيف الهيكلي المعزز (إيساف) الذي وُقع مؤخرًا بين الحكومة الكاميرونية وصندوق النقد الدولي إلى مزيد من التخطيط للاقتصاد الشامل والمساءلة المالية؛ وإلى خصخصة معظم الشركات شبه الحكومية وغير المالية المتبقية في الكاميرون والتي يبلغ عددها نحو 100 شركة؛ والقضاء على احتكار مجالس التسويق الحكومية لتصدير الكاكاو وبعض أنواع القهوة، والقطن؛ وإلى الخصخصة والمنافسة السعرية في القطاع المصرفي؛ والبدء بتطبيق قانون العمل لعام 1992؛ وإنشاء نظام قضائي مُحسّن على نحو واسع؛ وإلى تحرير سياسي لتعزيز الاستثمار.
تتصدر فرنسا قائمة الشراكة التجارية من حيث الأهمية بالنسبة للكاميرون وتُعد مصدرًا للاستثمار الخاص والمساعدات الخارجية. كما أن الكاميرون لديها اتفاقية لضمان الاستثمار واتفاقية ثنائية مع الولايات المتحدة. بلغت استثمارات الأخيرة في الكاميرون نحو مليون دولار، معظمها في قطاع النفط. أعادت الكاميرون السيطرة على التضخم. وتهدف آمالها في التحول إلى دولة ناشئة بحلول العام 2035.
باشرت الحكومة الكاميرونية العمل بتطبيق سلسلة من برامج الإصلاح الاقتصادي التي يدعمها البنك الدولي وصندوق النقد الدولي والتي بدأت في أواخر ثمانينيات القرن الماضي. اتسمت العديد من هذه التدابير بالحدّة؛ إذ خفضّت الحكومة رواتب الخدمة المدنية بنسبة 65% وذلك في العام 1993. إضافةً لتخفيض قيمة الفرنك الأفريقي -وهو العملة المشتركة للكاميرون و 13 دولة أفريقية أخرى- بنسبة 50% في يناير من عام 1994. مع فشل الحكومة في تحقيق شروط برامج صندوق النقد الدولي الأربعة.
هذا رسم بياني لاتجاه الناتج المحلي الإجمالي للكاميرون بأسعار السوق المقدرة من قبل صندوق النقد الدولي مع أرقام بالملايين الفرنكات.
| السنة | الناتج الإحمالي | سعر صرف الدولار        |
| ----- | --------------- | ---------------------- |
| 1980  | 1,600,186       | 209.20 فرنك وسط أفريقي |
| 1985  | 4,355,977       | 471.12 فرنك وسط أفريقي |
| 1990  | 3,804,428       | 300.65 فرنك وسط أفريقي |
| 1995  | 4,686,286       | 518.62 فرنك وسط أفريقي |
| 2000  | 6,612,385       | 658.21 فرنك وسط أفريقي |
| 2005  | 8,959,279       | 527.29 فرنك وسط أفريقي |

ويبين الجدول التالي أهم المؤشرات الاقتصادية 1980-2017.
| السنة                                  | 1980  | 1985  | 1990   | 1995   | 2000  | 2005  | 2006  | 2007  | 2008  | 2009  | 2010  | 2011  | 2012  | 2013  | 2014  | 2015  | 2016  | 2017  |
| -------------------------------------- | ----- | ----- | ------ | ------ | ----- | ----- | ----- | ----- | ----- | ----- | ----- | ----- | ----- | ----- | ----- | ----- | ----- | ----- |
| الناتج الإجمالي (تعادل القوة الشرائية) | 10.84 | 21.84 | 22.62  | 23.22  | 31.52 | 43.88 | 46.80 | 50.40 | 53.18 | 54.76 | 57.33 | 60.93 | 64.87 | 69.48 | 74.89 | 79.98 | 84.60 | 88.86 |
| نصيب الفرد (تعادل القوة الشرائية)      | 1,228 | 2,161 | 1,935  | 1,715  | 2,028 | 2,460 | 2,551 | 2,673 | 2,744 | 2,748 | 2,807 | 2,910 | 3,023 | 3,159 | 3,322 | 3,461 | 3,572 | 3,660 |
| النمو                                  | 9.9 % | 8.1 % | −6.2 % | 3.3 %  | 3.6 % | 2.0 % | 3.5 % | 4.9 % | 3.5 % | 2.2 % | 3.4 % | 4.1 % | 4.5 % | 5.4 % | 5.9 % | 5.6 % | 4.5 % | 3.2 % |
| التضخم (بالنسبة المئوية)               | 7.7 % | 4.2 % | 1.5 %  | 25.8 % | 1.2 % | 2.0 % | 4.9 % | 1.1 % | 5.3 % | 3.0 % | 1.3 % | 2.9 % | 2.4 % | 2.1 % | 1.9 % | 2.7 % | 0.9 % | 0.6 % |
| الدين (نسبة مئوية من الناتج الإجمالي)  | ...   | ...   | ...    | ...    | 79 %  | 48 %  | 20 %  | 15 %  | 12 %  | 12 %  | 15 %  | 16 %  | 15 %  | 18 %  | 22 %  | 31 %  | 31 %  | 34 %  |